# Сивац, Нусрета
Нусрета Сивац (босн. Nusreta Sivac; родилась 18 февраля 1951 года) — боснийская мусульманка, активистка движения за права жертв изнасилований и других военных преступлений, бывшая судья. Во время Боснийской войны она содержалась в концлагере Омарска, управляемом боснийскими сербами в окрестностях Приедора, города в северо-западной Боснии и Герцеговине, где её и других женщин в лагере насиловали, избивали и пытали. После закрытия лагеря в августе 1992 года из-за освещения в прессе она стала активисткой в поддержку жертв изнасилования, и ей отводят важную роль в признании изнасилования во время войны военным преступлением в рамках международного права. Нусрета Сивац — член Женской ассоциации Боснии и Герцеговины.

## Ранняя биография
Нусрета Сивац родилась 18 февраля 1951 года в боснийском Приедоре, входившем тогда в состав Югославии, где она окончила среднюю школу и изучала право. Сивац работала судьёй с 1978 по 1992 год, когда разразилась Война в Боснии и Герцеговине.

## Боснийская война
В апреле 1992 года сербские солдаты сообщили ей, что она больше не работает в муниципальном суде Приедора. Босняки-мусульмане и хорваты, проживавшие в Приедоре, были вынуждены носить белые повязки и вешать белые флаги у окон своих домов. Вскоре их дома были разграблены и сожжены, пока сербы переправляли хозяев в концентрационные лагеря Кератерм, Омарска и Трнополье. Через два месяца после того, как сформированная боснийскими сербами Армия Республики Сербской взяла под свой контроль Приедор, ей было предложено явиться в местный полицейский участок под предлогом допроса; однако по прибытии она и ещё 25 женщин были доставлены в концлагерь Омарска. Она была среди 36 других женщин и 3500 мужчин, которые находились там в заключении.
В течение трех месяцев её и других женщин в концлагере насиловали, избивали и пытали. Она вспоминала, что худшими «были ночи для женщин, потому что охранники приходили в комнаты и забирали нас куда-нибудь в лагерь и насиловали. Это происходило регулярно». Во время своего пребывания её вынуждали удалять следы крови из комнаты для допросов. Она отмечала, что видела тела людей, убитых сербами, на траве перед «белым домом», где проводились самые страшные пытки. Убитых, по её свидетельству, помещали в грузовики и куда-то увозили. Также, по её словам, люди в концлагере Омарска умирали в основном от пыток.
В начале августа 1992 года лагерь посетили представители Красного Креста и европейской прессы, после чего он был закрыт. Пять женщин не выжили в концлагере. Сивац отмечала, что останки четверых из них были позже найдены в братской могиле, а останки пятой до сих пор не обнаружены. Она также сетовала на отсутствие мемориала жертвам концлагеря, в то время как в школах Приедора отмечают 24 мая, день открытия близлежащего концлагеря Трнополье. В районе Приедора было обнаружено 56 братских могил, а также человеческие останки в 357 различных местах.

## Правозащитная деятельность
«Мужество, с которым эти женщины выступили и поделились своими историями, свидетельствует о необходимости положить конец молчанию и остракизму, связанным с сексуальным насилием в условиях конфликта ... Эти выжившие помогают покончить с безнаказанностью, обеспечивая привлечение виновных к ответственности.»
После своего освобождения Сивац бежала в соседнюю Хорватию, где она вместе с хорваткой Ядранкой Цигель, также бывшей заключённой концлагеря Омарска, начала собирать свидетельства о сотнях жертв изнасилований. Она также вступила в Женскую ассоциацию Боснии и Герцеговины, штаб-квартира которой располагалась в Загребе. В июне 1995 года они оказали помощь в подготовке первого обвинительного заключения Международного уголовного трибунала по бывшей Югославии (МТБЮ). Накопленные доказательства вскрыли тяжесть изнасилований в военное время и рассматриваются Организацией Объединенных Наций (ООН) в качестве крупного «поворотного пункта» в деле признания их военным преступлением. Она лично давала показания в МТБЮ и помогла посадить в тюрьму человека, который неоднократно насиловал её в концлагере Омарска. Сивац также давала показания по многим другим делам, в том числе по делу Радована Караджича, президента самопровозглашённой Республики Сербской.
В 1997 году Нусрета Сивац и Ядранка Цигель стали главными героинями документального фильма «Взывая духов», рассказывающего об их жизни в концлагере Омарска. Спонсорами премьеры фильма выступили организации Amnesty International, Коалиция за международное правосудие, Центр по правам человека и гуманитарному праву и боснийское отделением международной организации «Женщины за женщин».
В 1999 году Сивац вернулась в Приедор. В 2000 году Федеральный окружной суд Южного округа Нью-Йорка обязал Радована Караджича выплатить 745 миллионов долларов в качестве компенсации Сивац, Цигель и ещё девяти другим женщинам. Летом 2002 года Сивац отвоевала и выкупила квартиру, из которой её выгнали во время войны. Помещение было занято, а её имущество разграблено бывшим коллегой. После её возвращения слово «Омарска» неоднократно писали на двери её квартиры. Сивац не смогла восстановиться на работе, которую она имела до войны. В 2003 году Сивац и ещё более сотни других выживших и родственников жертв концлагеря Омарска впервые провели церемонию их поминовения. В 2005 году Сивац была среди тысячи женщин, номинированных на Нобелевскую премию мира. В 2008 году она поддержала возможность создания регионального суда по военным преступлениям, говоря, что «есть некоторые препятствия, которые действительно должны быть исключены, потому что в конституциях государств региона не допускается возможность экстрадиции и т. д. Местная судебная система должна быть более подготовленной, более многочисленной. Конечно, должно быть больше руководителей и судей».
В 2012 году Нусрета Сивац следующим образом прокомментировала политику отрицания военных преступлений в Приедоре: «нынешние сербские власти в Приедоре постоянно пытаются стереть часть истории между 1992 и 1995 годами и создать такую ситуацию, чтобы о ней не писали и не говорили. Это ранит нас больше всего. Эта страница истории принадлежит нам, гражданам Приедора, и мы никогда не забудем и не позволим забыть её из-за гражданских лиц, убитых здесь».